# Bupleurum de-buenii
Bupleurum de-buenii là một loài thực vật có hoa trong họ Hoa tán. Loài này được Caball. mô tả khoa học đầu tiên năm 1915.